# Gershausen (Heimarshausen)
Koordinaten: 51° 10′ 37″ N, 9° 11′ 2″ O
Gershausen ist eine Dorfwüstung in der heutigen Gemarkung von Heimarshausen, einem Stadtteil von Naumburg im nordhessischen Landkreis Kassel.

## Geographische Lage
Der Ort lag etwa 1,5 km westsüdwestlich von Heimarshausen, unweit der historischen Grenze der Landgrafschaft Hessen zur Grafschaft Waldeck, auf 364 m Höhe an einer am Nordfuß des Sandküppels (352,9 m) entspringenden Quelle. In unmittelbare Nähe steht dort heute ein kommunaler Wasserbehälter innerhalb des Waldrands. Die Niveau-Karte des Kurfürstentums Hessen von 1840 bis 1861 zeigt dort den Flurnamen „Gershausen“.

## Geschichte
Zur Geschichte des Orts ist nahezu nichts bekannt, auch nicht, wann er aufgegeben wurde. 
- Die möglicherweise erste urkundliche Erwähnung im Jahre 1253, als der Amtsgraf Berthold von Felsberg seine sämtlichen Eigen- und Lehnsgüter, einschließlich solcher in Gershausen, dem Kloster Breitenau zu einem ewigen Seelgerät übergab,[2] kann, muss sich aber nicht auf diesen Ort beziehen, denn zu dieser Zeit gab es in Nordhessen mehrere Orte, deren Name in Urkunden so oder so ähnlich erscheint.[3]
- Auch bei der einzigen weiteren Erwähnung bestehen Zweifel, ob sie hier zutrifft. Am 3. Oktober 1353 erlaubte Kuno II. von Falkenstein, Propst des Mainzer Domkapitels und während des Mainzer Schismas (1346 bis 1353) Verweser des Erzstifts Mainz, dem Ritter Reinhard von Dalwigk, die Wüstung Gershusen samt dem Gericht um 50 Pfund Heller[4] von Hermann Hund, dem sie das Erzstift verpfändet hatte, einzulösen – aber dies dürfte sich wohl eher auf das zum kurmainzischen Amt Naumburg gehörende Gershausen bei Altenstädt beziehen.[5]